# Западные Алеутские острова

Западные Алеутские острова (залиты красным) на карте Аляски

Западные Алеутские острова или Альюшенс-Уэст (англ. Aleutians West Census Area) — зона переписи населения на Аляске (США).

## География

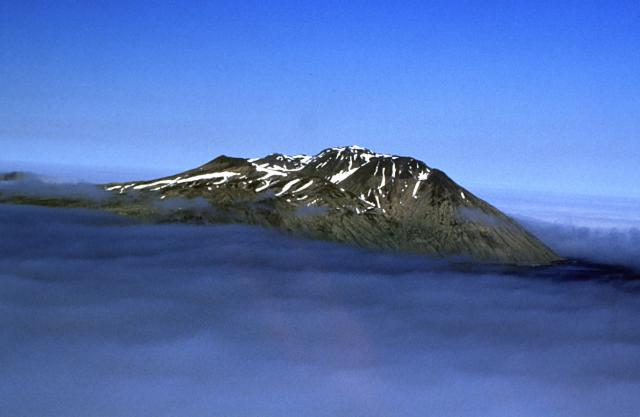
Вулкан Адагдак на острове Адак

Боро Западные Алеутские острова расположено как в западном, так и в восточном полушарии Земли и занимает бо́льшую часть Алеутских островов — западные и центральные, а также острова Прибылова, лежащие значительно севернее гряды. Является частью неорганизованного боро, и поэтому не имеет административного центра.
Площадь зоны — 36 562 км², из которых 25 174 км² (ок. 68,9 %) занимают открытые водные пространства. На востоке граничит с боро Восточные Алеутские острова, с юга омывается водами Тихого океана, с севера и запада — Берингова моря.
Крупные острова (по алфавиту)
| - Агатту - Адак - Амля - Амчитка - Атка - Атту (крайний западный) - Канага | - Кыска - Прибылова (крайние северные) - Семисопочный - Сигуам - Танага - Уналашка (крайний восточный и самый большой) - Четырёхсопочные |

## Демография

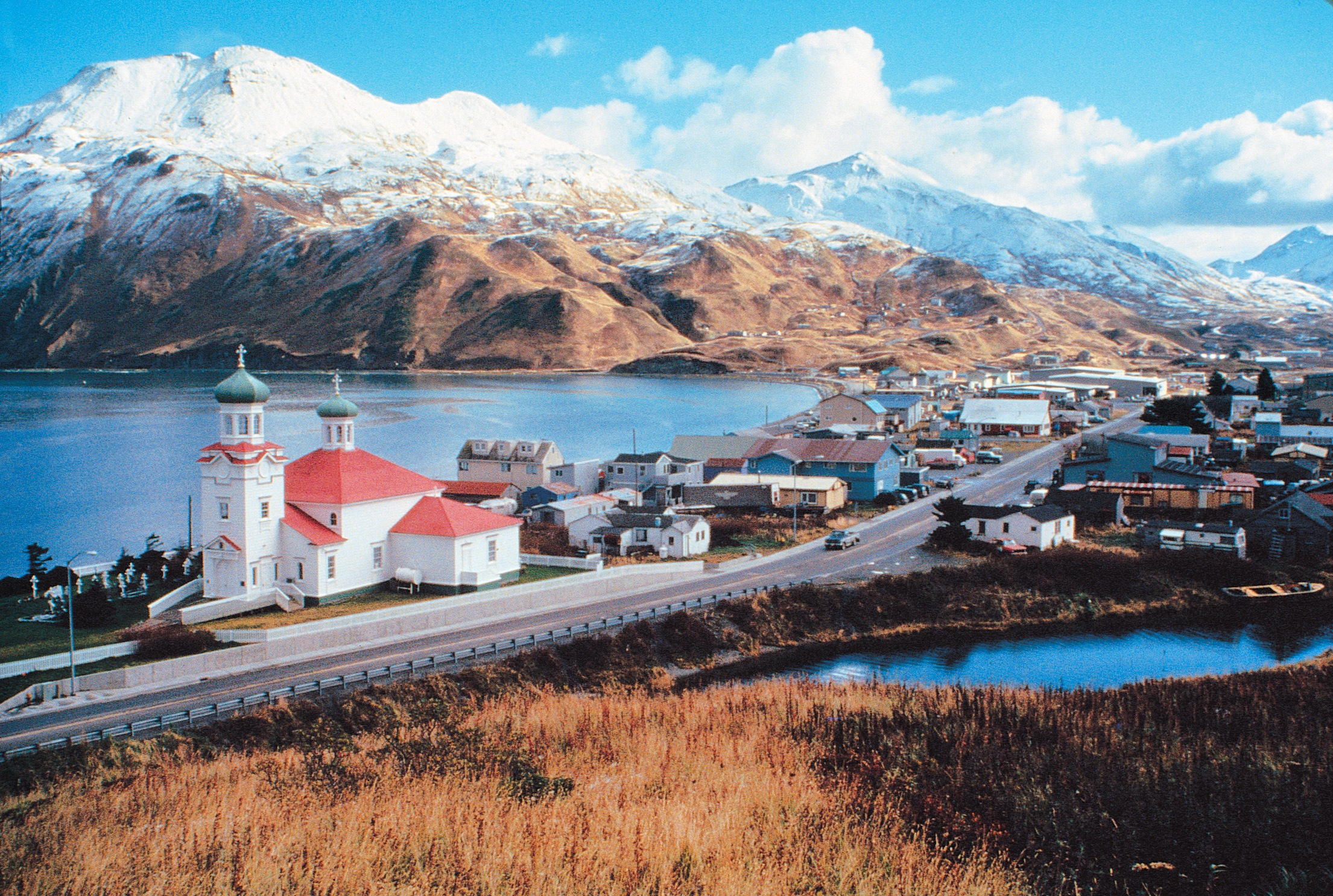
Уналашка — крупнейший город Западных Алеутских островов

По состоянию на 2020 год в зоне проживают 5232 человек (в 2010 году — 5561). Плотность населения — 0,49 чел./км²
Крупные населённые пункты (по убыванию численности)
- Уналашка — 4376 жителей
- Сент-Пол — 479 жителей
- Адак — 326 жителей
- Сент-Джордж — 102 жителя
- Атка — 61 житель
- Никольский — 18 жителей
- Атту-Стейшен — 0 жителей (до 2010 года — около 20 жителей)

Расовый состав
- белые — 40,0 %
- азиаты — 24,6 %
- эскимосы — 21,0 %
- афроамериканцы — 3,0 %
- уроженцы тихоокеанских островов — 0,6 %
- прочие расы — 7,3 %
- две и более расы — 3,5 %
- латиноамериканцы (любой расы) — 10,5 %

В качестве домашнего языка общения 13,9 % жителей используют тагальский, 11,2 % — испанский, 6,0 % — алеутский, 4,5 % — вьетнамский, 0,6 % — русский.

## Достопримечательности

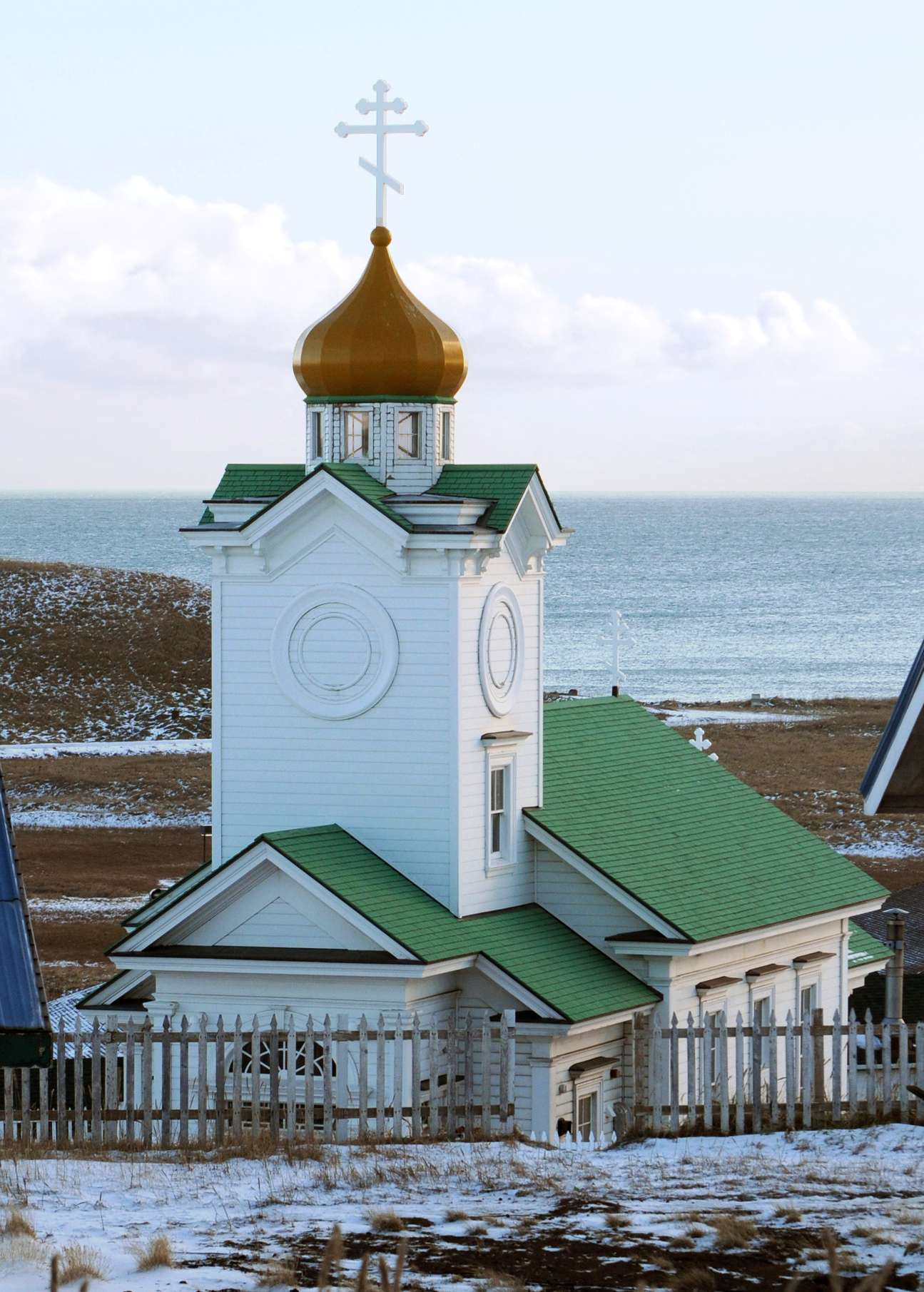
Церковь Святых Петра и Павла на острове Святого Павла, построена в 1907 году, в 1980 году добавлена в Национальный реестр исторических мест США.

- Аляскинский морской национальный заповедник — частично
- Национальная историческая территория «Алеуты во Второй мировой войне»[англ.]
- Церковь Вознесения Господня — на острове Уналашка